# Episodi di Dickinson (seconda stagione)
La seconda stagione della serie televisiva Dickinson, composta da 10 episodi, è stata resa disponibile a livello internazionale dal 8 gennaio 2021 al 26 febbraio 2021 sulla piattaforma Apple TV+, con i primi 3 episodi trasmessi l'8 gennaio 2021 mentre i restanti 7 episodi a cadenza settimanale dal 15 gennaio 2021 al 26 febbraio 2021.
| n°. | Titolo originale               | Titolo italiano                      | Pubblicazione USA | Pubblicazione Italia |
| --- | ------------------------------ | ------------------------------------ | ----------------- | -------------------- |
| 1   | Before I Got My Eye Put Out    | Prima che avessi gli occhi spenti    | 8 gennaio 2021    | 8 gennaio 2021       |
| 2   | Fame Is a Fickle Food          | La fama è una volubile vivanda       | 8 gennaio 2021    | 8 gennaio 2021       |
| 3   | The Only Ghost I Ever Saw      | L'unico fantasma che ho mai visto    | 8 gennaio 2021    | 8 gennaio 2021       |
| 4   | The Daisy Follows Soft the Sun | La margherita segue sommessa il sole | 15 gennaio 2021   | 15 gennaio 2021      |
| 5   | Forbidden Fruit a Flavor Has   | Il frutto proibito ha un sapore      | 22 gennaio 2021   | 22 gennaio 2021      |
| 6   | Split the Lark                 | Spacca l'allodola                    | 29 gennaio 2021   | 29 gennaio 2021      |
| 7   | Forever - Is Composed Of Nows  | Per sempre - è composto da tanti ora | 5 febbraio 2021   | 5 febbraio 2021      |
| 8   | I'm Nobody! Who Are You?       | Io sono nessuno! Tu chi sei?         | 12 febbraio 2021  | 12 febbraio 2021     |
| 9   | I Like A Look Of Agony         | Mi piace l'aspetto dell'agonia       | 19 febbraio 2021  | 19 febbraio 2021     |
| 10  | You Cannot Put A Fire Out      | Non puoi spegnere un incendio        | 26 febbraio 2021  | 26 febbraio 2021     |

## Prima che avessi gli occhi spenti
- Titolo originale: Before I Got My Eye Put Out
- Diretto da: Christopher Storer
- Scritto da: Alena Smith

### Trama
Emily ha delle allucinazioni e lotta con la sua vista anche se è più ispirata che mai. I Dickinson lottano con le loro finanze mentre il padre di Emily cerca di sostenere le spese sontuose di Austin e Sue. Sue si perde nel diventare un'influencer benestante. Sperando di aiutare Emily a essere pubblicata, la presenta all'editor Samuel Bowles. Ma quando Emily è chiamata a recitare una poesia per Bowles, ha delle allucinazioni e non è in grado di farlo. Bowles ne rimane incuriosito.

## La fama è una volubile vivanda
- Titolo originale: Fame Is a Fickle Food
- Diretto da: David Gordon Green
- Scritto da: Rachel Axler

### Trama
Dopo essere arrivata seconda al concorso di pasticceria l'anno precedente, Emily è ossessionata dal vincere l'Amherst Cattle Show Baking Contest. Dopo aver vinto, apprenderà che la sua ricetta verrà pubblicata sul giornale. Sue usa la vittoria per spingere ulteriormente Emily verso la pubblicazione delle sue poesie. Samuel Bowles ed Emily iniziano un'intrigante amicizia e lei condivide una poesia con lui. Austin, ignaro del precedente aborto spontaneo di Sue, le chiede di considerare di avere un figlio con lui.

## L'unico fantasma che ho mai visto
- Titolo originale: The only Ghost I ever saw
- Diretto da: Lynn Shelton
- Scritto da: Alena Smith e Ali Waller

### Trama
In conflitto sull'opportunità di pubblicare o meno, Emily fa una seduta spiritica e poi ha di nuovo delle allucinazioni su un uomo che si fa chiamare "Nessuno". Prende la decisione finale se pubblicare o meno. Per risolvere i loro problemi di soldi, il padre di Emily fa venire a vivere con lui le sue ricche nipoti orfane, con grande dispiacere di sua moglie.

## La margherita segue sommessa il sole
- Titolo originale: The Daisy Follows Soft the Sun
- Diretto da: Rosemary Rodriguez
- Scritto da: Robbie Macdonald

### Trama
Emily teme di aver perso la sua visione artistica e di essere diventata troppo dipendente dall'opinione di Samuel Bowles sul suo lavoro. Lavinia è costretta ad accettare un'offerta di matrimonio. Austin, disperato perché vuole essere padre, adotta le ragazze Newton, con grande dispiacere di Sue.

## Il frutto proibito ha un sapore
- Titolo originale: Forbidden Fruit a Flavor Has
- Diretto da: Silas Howard
- Scritto da: Ken Greller

### Trama
Mentre Emily si prepara per la pubblicazione, scopre che Samuel ha la reputazione di sedurre le donne che pubblica e tutti credono che siano intimi.

## Spacca l'allodola
- Titolo originale: Split the Lark
- Diretto da: Silas Howard
- Scritto da: Alena Smith

### Trama
I Dickinson partecipano all'opera dove Emily, che si è presa una cotta per Samuel, è entusiasta assistere all'opera nel loggione privato di Samuel. Tuttavia i suoi sogni sono infranti quando Samuel la affronta per una lettera offensiva che ha scritto a sua moglie.

## Per sempre - è composto da tanti ora
- Titolo originale: Forever - Is Composed Of Nows
- Diretto da: Stacie Passon
- Scritto da: Yael Green

### Trama
Le donne Dickinson si dirigono verso la spa per il trattamento dell'acqua. Emily, ancora angosciata per Samuel, trova conforto in una fonte sorprendente.

## Io sono nessuno! Tu chi sei?
- Titolo originale: I'm Nobody! Who Are You?
- Diretto da: Stacie Passon
- Scritto da: Alena Smith e Ayo Edebiri

### Trama
La poesia di Emily viene finalmente pubblicata sul 'The Springfield Republican'. Tuttavia si rende conto di essere invisibile e passa la giornata a spiare le reazioni delle persone al suo lavoro. Depressa da ciò che vede, Emily salta il salone di Sue per celebrare la sua pubblicazione e trova invece conforto nel testimoniare la celebrazione dei suoi sforzi da parte di Henry con il giornale abolizionista 'The Constellation'. Più tardi, tornando a casa di Sue e Austin, fa una scoperta orribile.

## Mi piace l'aspetto dell'agonia
- Titolo originale: I Like A Look Of Agony
- Diretto da: Silas Howard
- Scritto da: Robbie Macdonald

### Trama
Sue va a trovare la sua vecchia amica Mary Bowles, la moglie di Sam. Nel frattempo Austin tiene un tea party, radunando i suoi amici per un'ultima reunion visto che iniziano a circolare le voci di una possibile guerra civile. Dopo la pubblicazione della sua poesia Emily decide finalmente di farsi conoscere ed è turbata quando incontra uno degli ospiti di Austin.

## Non puoi spegnere un incendio
- Titolo originale: You cannot put a Fire out
- Diretto da: Silas Howard
- Scritto da: Alena Smith

### Trama
Emily cerca di recuperare le sue poesie da Sam, ma incontra un intoppo quando scopre che lui è determinato a pubblicarle e a fare di lei una star della letteratura. Sue torna dalla sua visita a Mary Bowles e con nuova certezze fa una confessione a Emily.